# Gomphrena colosacana
Gomphrena colosacana là loài thực vật có hoa thuộc họ Dền. Loài này được Hunz. & Subils mô tả khoa học đầu tiên năm 1977.